# Jihoafrická republika na Hopmanově poháru
Jihoafrická republika na Hopmanově poháru poprvé startovala v pátém ročníku hraném roku 1993 a do turnaje zasáhla celkem desetkrát, z toho mezi lety 1993–2001 devětkrát v řadě.
Nejlepším výsledkem je vítězství z roku 2000, když ve finále 8. ledna téhož roku jihoafričtí tenisté Amanda Coetzerová a Wayne Ferreira porazili thajský pár Tamarine Tanasugarnová a Paradorn Srichaphan 3:0 na zápasy. O tři sezóny dříve, v roce 1997, se Jihoafrická republika probojovala do finále, v němž nestačila na Spojené státy poměrem utkání 1:2.

## Tenisté
Tabulka uvádí seznam jihoafrických tenistů, kteří reprezentovali stát na Hopmanově poháru.
| Jméno                 | Celkem V/P | Dvouhra V/P | Čtyřhra V/P | Poprvé | Počet startů |
| Kevin Anderson        | 3–3        | 2–1         | 1–2         | 2013   | 1            |
| Amanda Coetzerová     | 24–20      | 14–9        | 10–11       | 1993   | 9            |
| Wayne Ferreira        | 20–19      | 11–9        | 9–10        | 1993   | 7            |
| Marcos Ondruska       | 1–1        | 0–1         | 1–0         | 1994   | 1            |
| Christo van Rensburg  | 0–2        | 0–1         | 0–1         | 1995   | 1            |
| Chanelle Scheepersová | 2–4        | 1–2         | 1–2         | 2013   | 1            |

- V/P – výhry/prohry

## Výsledky
| Rok    | Fáze soutěže      | Místo konání         | Soupeř        | Výsledek | Stav   |
| ------ | ----------------- | -------------------- | ------------- | -------- | ------ |
| 1993   | první kolo        | Burswood Dome, Perth | Austrálie     | 0–3      | prohra |
| 1994   | první kolo        | Burswood Dome, Perth | Německo       | 1–2      | prohra |
| 1995   | první kolo        | Burswood Dome, Perth | Austrálie     | 1–2      | prohra |
| 1996   | základní skupina  | Burswood Dome, Perth | Spojené státy | 1–2      | prohra |
| 1996   | základní skupina  | Burswood Dome, Perth | Francie       | 1–2      | prohra |
| 1996   | základní skupina  | Burswood Dome, Perth | Chorvatsko    | 2–1      | výhra  |
| 19971) | základní skupina  | Burswood Dome, Perth | Německo       | 3–0      | výhra  |
| 19971) | základní skupina  | Burswood Dome, Perth | Švýcarsko     | 2–1      | výhra  |
| 19971) | základní skupina  | Burswood Dome, Perth | Rumunsko      | 2–1      | výhra  |
| 19971) | finále            | Burswood Dome, Perth | Spojené státy | 1–2      | prohra |
| 1998   | základní skupina8 | Burswood Dome, Perth | Spojené státy | 2–1      | výhra  |
| 1998   | základní skupina  | Burswood Dome, Perth | Německo       | 2–1      | výhra  |
| 1998   | základní skupina  | Burswood Dome, Perth | Francie       | 0–3      | prohra |
| 19992) | základní skupina  | Burswood Dome, Perth | Austrálie     | 2–1      | výhra  |
| 19992) | základní skupina  | Burswood Dome, Perth | Francie       | 1–2      | prohra |
| 19992) | základní skupina  | Burswood Dome, Perth | Zimbabwe      | 2–1      | výhra  |
| 2000   | základní skupina  | Burswood Dome, Perth | Belgie        | 3–0      | výhra  |
| 2000   | základní skupina  | Burswood Dome, Perth | Švédsko       | 2–1      | výhra  |
| 2000   | základní skupina  | Burswood Dome, Perth | Spojené státy | 1–2      | prohra |
| 2000   | finále            | Burswood Dome, Perth | Thajsko       | 3–0      | výhra  |
| 2001   | základní skupina  | Burswood Dome, Perth | Austrálie     | 2–1      | výhra  |
| 2001   | základní skupina  | Burswood Dome, Perth | Thajsko       | 2–1      | výhra  |
| 2001   | základní skupina  | Burswood Dome, Perth | Švýcarsko     | 1–2      | prohra |
| 2013   | základní skupina  | Perth Arena, Perth   | Španělsko     | 1–2      | prohra |
| 2013   | základní skupina  | Perth Arena, Perth   | Spojené státy | 1–2      | prohra |
| 2013   | základní skupina  | Perth Arena, Perth   | Francie       | 2–1      | výhra  |

1) V roce 1997 získala Jihoafrická republika proti Švýcarsku dva body bez boje, když zraněný Marc Rosset nemohl odehrát ani dvouhru ani smíšenou čtyřhru.

2) V roce 1999 Jihoafrická republika ztratila bod proti Zimbabwe, když za rozhodnutého stavu ve svůj prospěch nenastoupila do smíšené čtyřhry.